# Okręty podwodne typu XI
Okręty podwodne typu XI miały być kontynuacją wielkich krążowników podwodnych z czasów I wojny światowej, które wówczas osiągnęły bardzo dobre wyniki w zwalczaniu żeglugi aliantów. Podstawowym uzbrojeniem U-Bootów tej klasy miały być działa. Na pokładzie planowano zamontować 2 wieże po 2 działa 127 mm. Położono stępki pod 4 okręty tego typu (U-112, U-113, U-114 i U-115), jednak ich budowę wkrótce zawieszono na rzecz U-Bootów innych typów.